# Laramie
Laramie is een plaats (city) in de Amerikaanse staat Wyoming, en valt bestuurlijk gezien onder Albany County. De Universiteit van Wyoming bevindt zich in Laramie.

## Demografie
Bij de volkstelling in 2000 werd het aantal inwoners vastgesteld op 27.204. In 2006 is het aantal inwoners door het United States Census Bureau geschat op 25.688, een daling van 1516 (-5,6%).

## Geografie
Volgens het United States Census Bureau beslaat de plaats een oppervlakte van 28,8 km², geheel bestaande uit land. Laramie ligt op ongeveer 2184 m boven zeeniveau.

## Plaatsen in de nabije omgeving
De onderstaande figuur toont nabijgelegen plaatsen in een straal van 60 km rond Laramie.

## Geboren
- Jim Beaver (12 augustus 1950), acteur, scenarioschrijver, filmproducent, auteur en toneelschrijver
- Jaren Cerf (22 september 1983), singer-songwriter